# Messestädte-Pokal 1964/65
Der 7. Messestädte-Pokal wurde in der Saison 1964/65 ausgespielt. Ferencváros Budapest gewann das Finale, das im Stadio Comunale (Turin) ausgetragen wurde, gegen Juventus Turin. Zum ersten Mal ging der Pokal nicht nach Spanien oder Italien. Torschützenkönige wurden Denis Law und Bobby Charlton von Manchester United mit je acht Toren.
Bei unentschiedenem Spielstand nach Hin- und Rückspiel war ein Entscheidungsspiel vorgesehen, stand nach dessen regulärer Spielzeit immer noch kein Sieger fest, sollte eine Verlängerung und schließlich der Münzwurf erfolgen.

## 1. Runde
|                             | Gesamt |                    | Hinspiel | Rückspiel |
| --------------------------- | ------ | ------------------ | -------- | --------- |
| Kjøbenhavns Boldklub        | 4:6    | DOS Utrecht        | 3:4      | 1:2       |
| FC Valencia                 | 2:4    | RFC Lüttich        | 1:1      | 1:3       |
| Belenenses Lissabon         | 1:1    | Shelbourne FC      | 1:1      | 0:0       |
| Servette Genf               | 3:8    | Atlético Madrid    | 2:2      | 1:6       |
| Betis Sevilla               | 1:3    | Stade Français     | 1:1      | 0:2       |
| Royale Union Saint-Gilloise | 0:2    | Juventus Turin     | 0:1      | 0:1       |
| Göztepe Izmir               | 1:3    | Petrolul Ploiești  | 0:1      | 1:2       |
| FK Vojvodina                | 2:2    | Lokomotive Plowdiw | 1:1      | 1:1       |
| FC Basel                    | 2:1    | Spora Luxemburg    | 2:0      | 0:1       |
| Racing Straßburg            | 2:1    | AC Mailand         | 2:0      | 0:1       |
| CF Barcelona                | 2:1    | AC Florenz         | 0:1      | 2:0       |
| Leixões SC                  | 1:4    | Celtic Glasgow     | 1:1      | 0:3       |
| Borussia Dortmund           | 4:3    | Girondins Bordeaux | 4:1      | 0:2       |
| Djurgårdens IF              | 2:7    | Manchester United  | 1:1      | 1:6       |
| Eintracht Frankfurt         | 4:5    | FC Kilmarnock      | 3:0      | 1:5       |
| Vålerenga Oslo              | 4:9    | FC Everton         | 2:5      | 2:4       |
| NK Zagreb                   | 9:2    | Grazer AK          | 3:2      | 6:0       |
| Aris Saloniki               | 0:3    | AS Rom             | 0:0      | 0:3       |
| Wiener Sport-Club           | 3:1    | SC Leipzig         | 2:1      | 1:0       |
| Ferencváros Budapest        | 2:1    | Spartak Brno ZJŠ   | 2:0      | 0:1       |
| Atlético Bilbao             | 4:2    | OFK Belgrad        | 2:2      | 2:0       |
| Hertha BSC                  | 2:3    | Royal Antwerpen    | 2:1      | 0:2       |
| Dunfermline Athletic        | 4:2    | Örgryte IS         | 4:2      | 0:0       |
| Boldklubben 1913            | 1:4    | VfB Stuttgart      | 1:3      | 0:1       |

### Entscheidungsspiele
|                     | Ergebnis |                    |
| ------------------- | -------- | ------------------ |
| Belenenses Lissabon | 1:2      | Shelbourne FC      |
| FK Vojvodina        | 0:2      | Lokomotive Plowdiw |

## 2. Runde
|                      | Gesamt |                      | Hinspiel | Rückspiel |
| -------------------- | ------ | -------------------- | -------- | --------- |
| DOS Utrecht          | 0:4    | RFC Lüttich          | 0:2      | 0:2       |
| Shelbourne FC        | 0:2    | Atlético Madrid      | 0:1      | 0:1       |
| Stade Français       | 0:1    | Juventus Turin       | 0:0      | 0:1       |
| Petrolul Ploiești    | 1:2    | Lokomotive Plowdiw   | 1:0      | 0:2       |
| FC Basel             | 2:6    | Racing Straßburg     | 0:1      | 2:5       |
| CF Barcelona         | 3:1    | Celtic Glasgow       | 3:1      | 0:0       |
| Borussia Dortmund    | 01:10  | Manchester United    | 1:6      | 0:4       |
| FC Kilmarnock        | 1:6    | FC Everton           | 0:2      | 1:4       |
| NK Zagreb            | 1:2    | AS Rom               | 1:1      | 0:1       |
| Wiener Sport-Club    | 2:2    | Ferencváros Budapest | 1:0      | 1:2       |
| Atlético Bilbao      | 3:0    | Royal Antwerpen      | 2:0      | 1:0       |
| Dunfermline Athletic | 1:0    | VfB Stuttgart        | 1:0      | 0:0       |

### Entscheidungsspiel
|                   | Ergebnis |                      |
| ----------------- | -------- | -------------------- |
| Wiener Sport-Club | 0:2      | Ferencváros Budapest |

## 3. Runde
|                   | Gesamt |                      | Hinspiel | Rückspiel |
| ----------------- | ------ | -------------------- | -------- | --------- |
| RFC Lüttich       | 1:2    | Atlético Madrid      | 1:0      | 0:2       |
| Juventus Turin    | 2:2    | Lokomotive Plowdiw   | 1:1      | 1:1       |
| Racing Straßburg  | 2:2    | CF Barcelona         | 0:0      | 2:2       |
| Manchester United | 3:2    | FC Everton           | 1:1      | 2:1       |
| AS Rom            | 1:3    | Ferencváros Budapest | 1:2      | 0:1       |
| Atlético Bilbao   | 1:1    | Dunfermline Athletic | 1:0      | 0:1       |

### Entscheidungsspiele
|                  | Ergebnis     |                      |
| ---------------- | ------------ | -------------------- |
| Juventus Turin   | 2:1 n. V.    | Lokomotive Plowdiw   |
| Racing Straßburg | (M)0:0 n. V. | FC Barcelona         |
| Atlético Bilbao  | 2:1          | Dunfermline Athletic |

## Viertelfinale
Ein Freilos erhielten:
- Atlético Madrid
- Juventus Turin

|                      | Gesamt |                   | Hinspiel | Rückspiel |
| -------------------- | ------ | ----------------- | -------- | --------- |
| Racing Straßburg     | 0:5    | Manchester United | 0:5      | 0:0       |
| Ferencváros Budapest | 2:2    | Atlético Bilbao   | 1:0      | 1:2       |

### Entscheidungsspiel
|                      | Ergebnis |                 |
| -------------------- | -------- | --------------- |
| Ferencváros Budapest | 3:0      | Atlético Bilbao |

## Halbfinale
|                   | Gesamt |                      | Hinspiel | Rückspiel |
| ----------------- | ------ | -------------------- | -------- | --------- |
| Atlético Madrid   | 4:4    | Juventus Turin       | 3:1      | 1:3       |
| Manchester United | 3:3    | Ferencváros Budapest | 3:2      | 0:1       |

### Entscheidungsspiele
|                   | Ergebnis |                      |
| ----------------- | -------- | -------------------- |
| Atlético Madrid   | 1:3      | Juventus Turin       |
| Manchester United | 1:2      | Ferencváros Budapest |

## Finale
| Juventus Turin                              | Juventus Turin | Ferencváros Budapest | Ferencváros Budapest |
| ------------------------------------------- | --- | --- | -------------------- |
| Juventus Turin                              | \| 23. Juni 1965 in Turin (Stadio Comunale) \| \| Ergebnis: 0:1 (0:0) \| \| Zuschauer: 40.000 \| \| Schiedsrichter: Gottfried Dienst ( Schweiz) \|                                                                                   | \| 23. Juni 1965 in Turin (Stadio Comunale) \| \| Ergebnis: 0:1 (0:0) \| \| Zuschauer: 40.000 \| \| Schiedsrichter: Gottfried Dienst ( Schweiz) \|                                         | Ferencváros Budapest |
| Juventus Turin                              | Roberto Anzolin – Adolfo Gori, Ernesto Càstano , Benito Sarti, Giancarlo Bercellino, Gianfranco Leoncini, Gino Stacchini, Luis del Sol, Nestor Combin, Bruno Mazzia, Giampaolo Menichelli Cheftrainer: Heriberto Herrera ( Paraguay) | István Géczi – Dezső Novák , László Horváth, István Juhász, Sándor Mátrai, Pál Orosz, János Karába, Zoltán Varga, Flórián Albert, Gyula Rákosi, Máté Fenyvesi Cheftrainer: József Mészáros | Ferencváros Budapest |
| Juventus Turin                              | 0:1 Máté Fenyvesi (74.) | | Ferencváros Budapest |
| 23. Juni 1965 in Turin (Stadio Comunale)    | | |                      |
| Ergebnis: 0:1 (0:0)                         | | |                      |
| Zuschauer: 40.000                           | | |                      |
| Schiedsrichter: Gottfried Dienst ( Schweiz) | | |                      |

## Beste Torschützen
| Rang | Spieler            | Klub                 | Tore |
| ---- | ------------------ | -------------------- | ---- |
| 1    | Bobby Charlton     | Manchester United    | 8    |
|      | Denis Law          | Manchester United    | 8    |
| 3    | Luis Aragonés      | Atlético Madrid      | 6    |
|      | David Herd         | Manchester United    | 6    |
|      | Fred Pickering     | FC Everton           | 6    |
| 6    | John Connelly      | Manchester United    | 5    |
|      | Máté Fenyvesi      | Ferencváros Budapest | 5    |
|      | Gérard Hausser     | Racing Straßburg     | 5    |
|      | Adelardo Rodríguez | Atlético Madrid      | 5    |